# Alior Bank
Alior Bank SA (А́лиор Банк СА)— крупный универсальный банк в Польше. Формировал 10-ю по величине финансовую группу в стране с более чем 6000 сотрудников на конец 2015 года. В 2019 году банк занимал 7-е место по объёму активов среди банков Польши и стал первым польский банком, использующим блокчейн-платформу Ethereum для проверки клиентских документов. 32,23% акций владеет группа PZU.

## История
Основанный в 2008 году итальянской группой Carlo Tassara, банк дебютировал на Варшавской фондовой бирже в 2012 году. В 2013 году стал одним из шести польских банков, заключивших соглашение о создании совместной системы мобильных платежей, запущенной 9 февраля 2015 года под торговой маркой Blik. В 2014 году Alior стал частью индекса WIG20. С 2015 года банк начал серию слияний и поглощений, в частности, Meritum Bank (2015) и Bank BPH (2016).
В 2019 году сообщалось о возможном слиянии Alior с вторым по величине банком Польши Pekao.
В конце 2023 года. Алиор Банк достиг рекордных результатов. Чистая прибыль составила 2,03 млрд злотых и увеличилась на 1,35 млрд злотых по сравнению с результатом 2022 г.[15] В апреле 2024 г. общее собрание Alior Bank приняло решение о выплате первых в истории дивидендов из прибыли 2023 г. в размере 577 млн злотых (4,42 злотых на акцию).

## Отзывы
Банк был высоко оценен Forbes и Newsweek. Он также получил ряд наград, в частности, «Самый инновационный банк 2012 года» в номинации «BAI Global Banking Innovation Awards» и «Лучший европейский розничный банк 2015» от Retail Banker International.
В 2013 году банк вызвал разногласия, когда его заместитель президента упомянул, что банк рассматривает возможность сбора больших данных о своих клиентах.